# Goombay Dance Band
Goombay Dance Band è un gruppo musicale tedesco.

## Formazione
- Oliver Bendt
- Alicia Bendt
- Dorothy Hellings
- Wendy Doorsen
- Dizzy Daniel Moorehead
- Mario Slijngaard

## Discografia
- 1980 – Sun of Jamaica
- 1980 – Land of Gold
- 1981 – Holiday in Paradise
- 1982 – Born to Win
- 1990 – Von Hawaii bis Tomé
- 1994 – Christmas Album
- 1995 – Caribbean Beach Party